# Chipyeong-dong
Chipyeong-dong (koreanska: 치평동) är en stadsdel i stadsdistriktet Seo-gu i staden Gwangju i den sydvästra delen av Sydkorea,  270 km söder om huvudstaden Seoul.